# Torrhästklobbarna
Torrhästklobbarna är öar i Finland. De ligger i Finska viken och i kommunen Sibbo i landskapet Nyland, i den södra delen av landet. Öarna ligger omkring 16 kilometer öster om Helsingfors.
Arean för den av öarna koordinaterna pekar på är 1,9 hektar och dess största längd är 190 meter i nord-sydlig riktning. Närmaste större samhälle är Helsingfors, 16,5 km väster om Torrhästklobbarna.